# Pécs
Pécs er en by i det sydlige Ungarn med 140.330(2024) indbyggere. Byen er hovedstad i provinsen Baranya.
Pécs blev, sammen med den tyske by Essen og tyrkiske Istanbul, valgt som europæisk kulturhovedstad i 2010.